# Trojka (stacja telewizyjna)
Trojka – trzeci program słowackiej telewizji publicznej, kanał o tematyce sportowej.

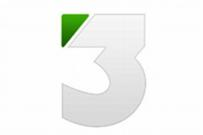
Logo stacji Trojka

Kanał rozpoczął nadawanie 8 sierpnia 2008 wraz z rozpoczęciem Letnich Igrzysk Olimpijskich 2008. Kanał był dostępny w przekazie satelitarnym.
30 czerwca 2011 roku z powodu problemów finansowych kanał zakończył nadawanie.

22 grudnia 2019 roku wznowiono nadawanie ze zmienioną ramówką - nadawano tam archiwalne programy RTVS. 